# Honoré Daumet
Pierre Jérôme Honoré Daumet (Parijs, 23 oktober 1826 - Parijs, 12 december 1911) was een Frans architect en kunstenaar. 
Daumet studeerde aan de École des Beaux Arts.
In 1855 won hij op zijn 29ste de Prix de Rome met als onderwerp Conservatorium voor muziek en voordracht. In 1853 had hij al eens een eervolle vermelding en derde prijs gekregen voor de Prix de Rome.
In 1861 trok hij samen met archeoloog Léon Heuzey op schattenjacht naar Macedonië in opdracht van keizer Napoleon III. Ze deden veldwerk in Philippi naast sites in Thessalië en Illyrië. Ook het slagveld van de Slag bij Pharsalus in Pharsalus exploreerden ze, gegeven de interesse van de keizer in de veldslagen van Julius Caesar. Een aantal artefacten kwamen mee naar Frankrijk en maken nu deel uit van de collectie van het Louvre.
Hij stichtte een architectenkantoor waar onder meer Charles Girault, Henri-Pierre Rauline, Charles Follen McKim en Austin W. Lord nog voor werkten. Charles Girault had hij in 1873 leren kennen in de Nièvre, bij een ondernemer in sloten en ijzerwerk, waar Girault toen werkte. Daumet zag talent in zijn tekeningen en onderwees hem in zijn capaciteit van docent aan de École des Beaux Arts. 
Daumet werkte onder andere aan de uitbreiding en westelijke vleugel van het Palais de Justice in Parijs en het justitiepaleis in Grenoble, bouwde tribunes voor de Hippodrome de Chantilly en restaureerde het Château de Chantilly, de kapel van het Kasteel van Versailles en het Romeins theater van Orange. Na het overlijden van Paul Abadie was hij een van de architecten die de werkzaamheden aan de Basilique du Sacré-Cœur gedurende twee jaar overnam.
In 1885 werd hij gekozen als lid van de Académie des beaux-arts van het Institut de France waarvan hij tot zijn overlijden zetel 1 in de sectie van de architectuur zou bezetten. In 1908 was Daumet de winnaar van de Royal Gold Medal van het Royal Institute of British Architects.
Hij was gehuwd met de dochter van architect Charles-Auguste Questel.
- Bibsys: 15005888
- Bibliothèque nationale de France: cb15312975f (data)
- Gemeinsame Normdatei: 121297306
- International Standard Name Identifier: 0000 0000 6663 1041
- Library of Congress Control Number: nr97003187
- Base Léonore: LH//667/85
- RKD-Nederlands Instituut voor Kunstgeschiedenis: 20125
- Système universitaire de documentation: 129271101
- Union List of Artist Names: 500033755
- Virtual International Authority File: 56912658
- WorldCat: E39PBJm9b39wWMbxXt6qCVqRKd